# Alfred Norbert Jacques Belvallette
Alfred Norbert Jacques Belvallette, né à Boulogne-sur-Mer le 13 novembre 1848 et décédé le 14 avril 1927 à Paris 16e, est un fabricant de voitures hippomobiles et un inventeur français.

## Biographie

### Participation à la guerre de 1870
Il se distingue lors de la guerre de 1870. Lieutenant en second de la garde mobile du Pas-de-Calais, il prend l'initiative de constituer, avec un jeune sous-officier, une batterie d'artillerie grâce à des canons inemployés. Celle-ci, devenue la batterie montée du Pas-de-Calais, sera engagée avec efficacité contre les Allemands.
Capitaine à la batterie montée de l'artillerie de la Garde nationale mobile du Pas-de-Calais, il est fait chevalier de la légion d'honneur par décret du 16 novembre 1871.

### Entrepreneuriat et loisirs

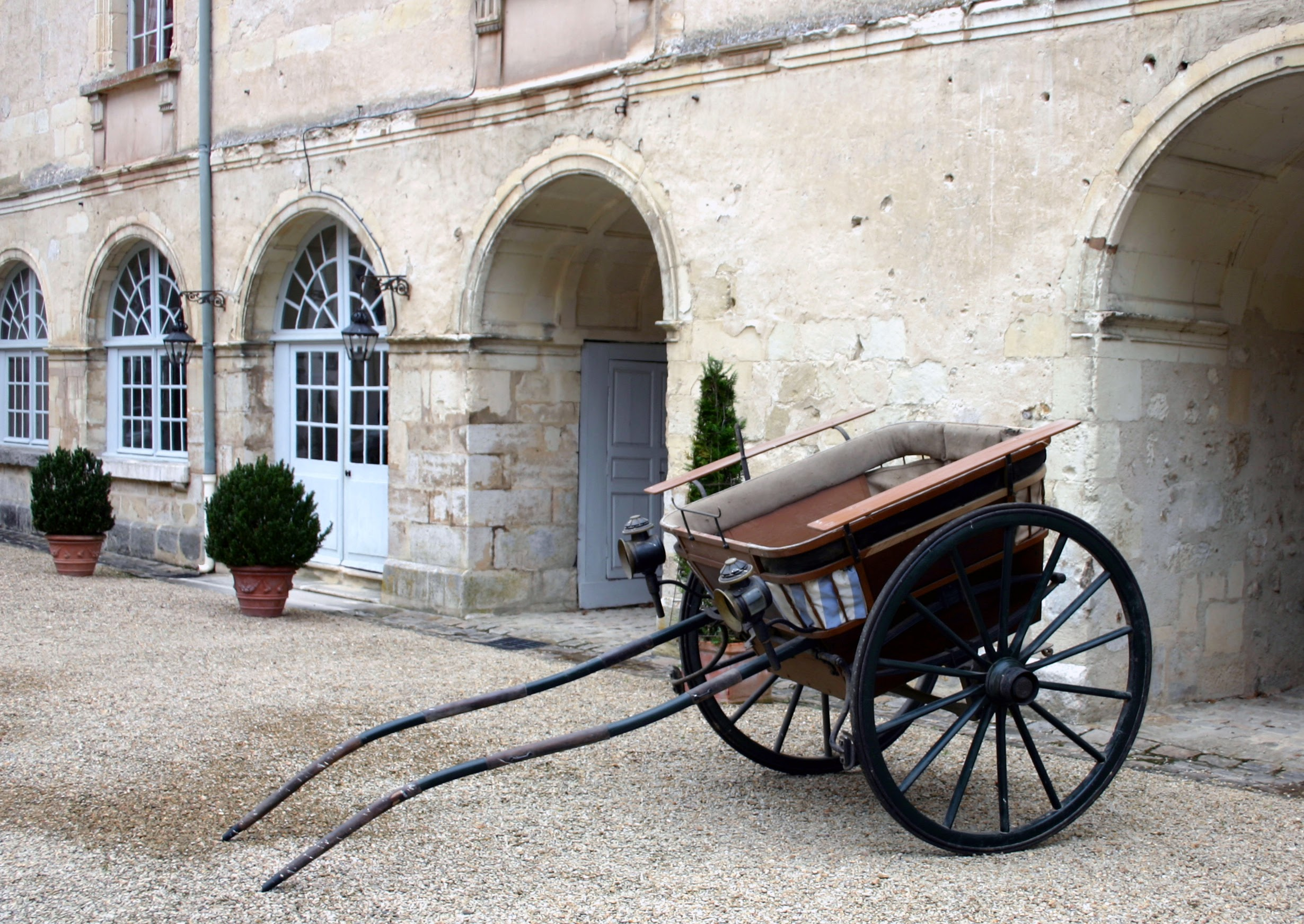
Tonneau des années 1900 en provenance des ateliers des Champs Elysées à Paris

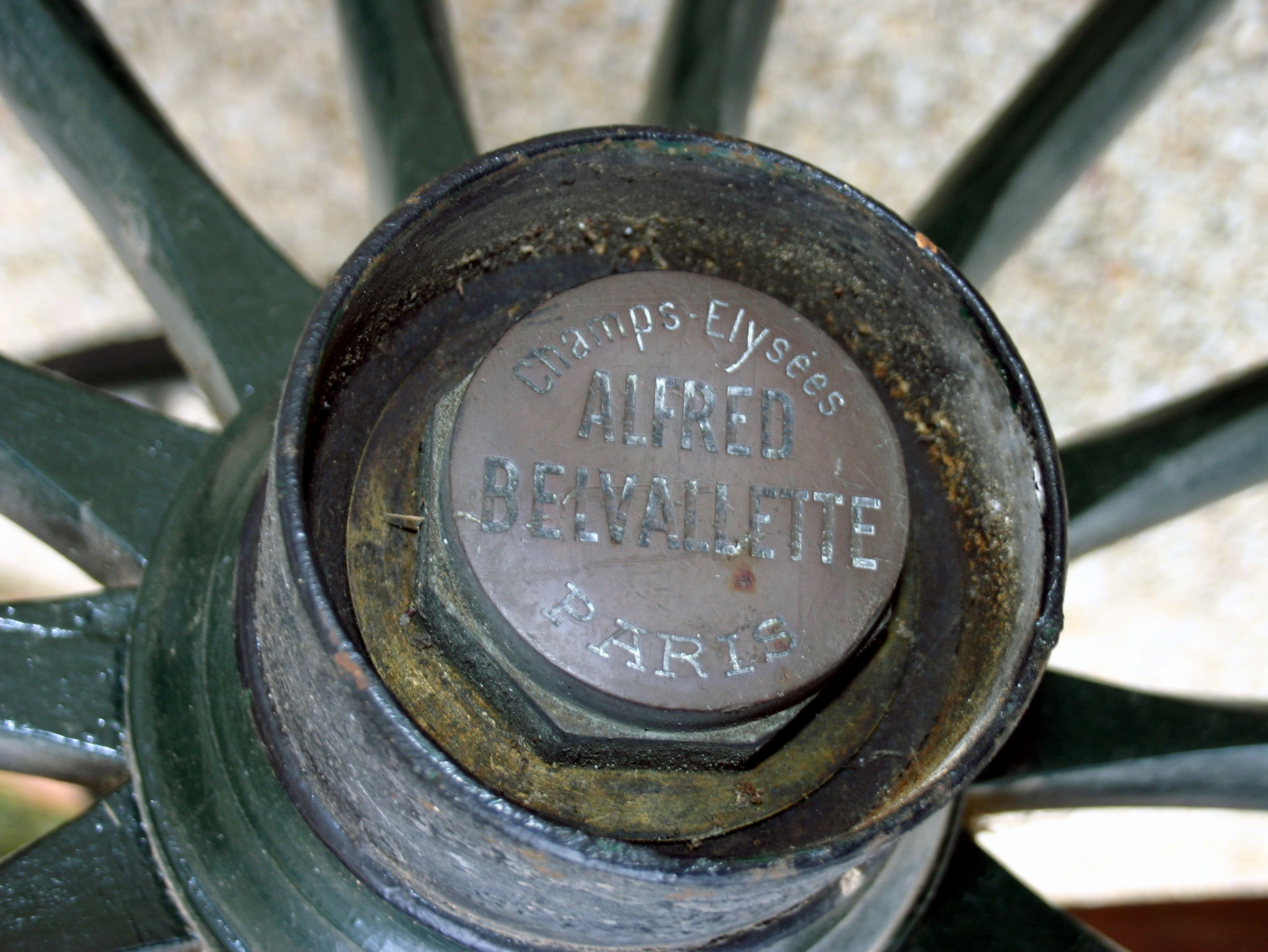
Détail d'un tonneau d'Alfred Belvalette

Il dirige, à la mort de son père en 1870, l'entreprise familiale de carrosserie hippomobile, installée à Paris avenue des Champs-Elysées, puis à Neuilly. Les voitures produites sont assez diversifiées, du type mail-coach, milord, dog-car, coupé, coupé-landau, landaulet, break, etc. La maison Belvallette, souvent orthographiée Belvalette, participe à toutes les expositions universelles et elle est d'ailleurs, jusqu'en 1867, la seule représentante des carrossiers français. Il obtient, en 1906, le grand prix de l'exposition de Milan dans la section de l'automobile, des transports et de la carrosserie.
Il pratique la conduite, le dressage des animaux (chevaux, chiens, oiseaux) et se révèle un très bon cavalier, un compétiteur remarqué avec les chiens qu'il fait concourir à l'occasion. Il collabore, pendant quelques années, à la rédaction du journal l’Éleveur, revue cynégétique et canine, qui rendra compte de son décès en 1927.
Il invente, en 1875, le "cynophore", un vélocipède fonctionnant grâce à l'énergie déployée par deux chiens. Il présente deux exemplaires de son cynophore lors de l'exposition internationale de Philadelphie, en 1876. Sur le même principe, il fait naviguer, sur le lac du bois de Boulogne, un bateau actionné par deux chiens.

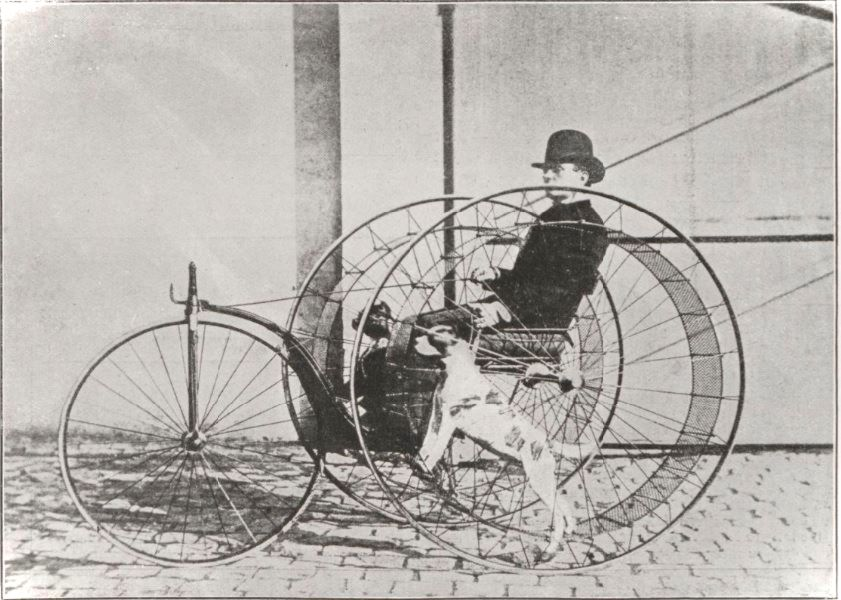
Le cynophore, invention d'Alfred Belvallette

Il s'est intéressé à l'aménagement des sièges, sur un bateau, afin de lutter contre le mal de mer.
En 1895, il imagine un essieu à billes particulièrement efficace, entraînant un gain d'énergie de 30 %.
Il s'adonne à la fauconnerie et à la pêche au cormoran, pratiques devenues très rares en France. La presse spécialisée le considère comme l'un des trois meilleurs fauconniers de France, grâce à son équipage de Berck-sur-Mer. Il publie un traité de fauconnerie et d'autourserie, en 1903.

## Ouvrages
- Traité de fauconnerie et d’autourserie suivi d’une étude de la pêche au cormoran, Imprimerie Charles Hérissey, Evreux, 269 p, 1903[15]